# Slaget vid Langside
Slaget vid Langside ägde rum i Skottland 1568.  Det utspelade sig mellan armén lojal mot den avsatta exdrottning Maria Stuart, som hade flytt från den fångenskap hon befunnit sig i sedan hon fängslats efter Slaget vid Carberry Hill, och den armé som representerade hennes son Jakob VI av Skottlands förmyndarregering. Den slutade med en seger för de senare och resulterade i att Maria Stuart flydde till England, där hon fängslades: konflikten fortsattes dock i Skottland av hennes anhängare under det marianska inbördeskriget till 1573.